# Тюрин, Владислав Вадимович
Владисла́в Вади́мович Тю́рин (18 апреля 2000, Саратов) — российский футболист, полузащитник.

## Биография
Начал заниматься футболом в пять лет под руководством отца. В школе саратовского «Сокола» играл за команды 1998 и 1999 года рождения на позиции центрального нападающего. После перехода в тольяттинскую академию футбола имени Коноплёва был переведён в полузащиту. В 2013 году перешёл в академию московского «Спартака», по итогам летнего первенства 2014 года тренерским штабом был признан лучшим игроком в составе «Спартака»-2000. В 2017 году перешёл в «Арсенал» (Тула), в молодёжных первенствах 2017/18 — 2018/19 провёл 8 матчей, забил два гола. С июля 2019 — в самарских «Крыльях Советов». В премьер-лиге дебютировал 7 июля в гостевом матче против «Арсенала» (4:2), выйдя на 84-й минуте.
В июле 2023 года перешёл в «Новосибирск», где затем выступал до лета 2024 года: забил 7 мячей и сделал 3 голевые передачи в 38 поединках первенства (включая переходные); после чего пополнил состав «Ротора».
Летом 2025 года подписал контракт с ивановским «Текстильщиком». Дебютировал за красно-черных 20 июля в стартовом матче сезона против «Тюмени» (2:1).